# Hitachi
Hitachi, Ltd. (japonsky 株式会社日立製作所, Kabušiki gaiša Hitači seisakušo, doslova: "Akciová společnost Závod Hitači") je japonská nadnárodní společnost se sídlem v Tokiu, která vznikla v roce 1910. Jde o vysoce rozmanitou společnost, která se zaměřuje na obory jako: Informační a telekomunikační systémy, sociální infrastruktura, vysoce funkční materiály a komponenty, finanční služby, pohonné jednotky a systémy, elektronické systémy a zařízení, jaderné reaktory, audiovizualní technika a Hi-Fi komponenty, automobilová zařízení, železniční a městské systémy, digitální média a spotřební zboží, stavební stroje a další komponenty a systémy.